# Tašuľa
Tašuľa é um município da Eslováquia, situado no distrito de Sobrance, na região de Košice. Tem 6,02 km² de área e sua população em 2018 foi estimada em 190 habitantes.

## Demografia
| Ano:        | 1994 | 2004   | 2014    | 2024   |
| ----------- | ---- | ------ | ------- | ------ |
| Broj ljudi: | 225  | 222    | 194     | 204    |
| Razlika:    |      | -1,33% | -12,61% | +5,15% |

| Ano:               | 2023 | 2024   |
| ------------------ | ---- | ------ |
| Número de pessoas: | 203  | 204    |
| Diferença:         |      | +0,49% |